# Dániel Marcel
Szamosujvári Dániel Marcel (1782 – 1863. január 4.) teológiai doktor és címzetes kanonok.

## Élete
Tanulmányainak végeztével szentszéki jegyző lett. 1807-ben a temesvári püspöki líceumban a theologia pastoralis és az egyházi jog tanára és 1810-ben címzetes kanonok lett; 1817-ben szakálházai, 1822-ben verseci plébánossá, később szentszéki ülnökké és Torontál vármegye táblabírájává választották meg.

## Munkái
- De titulo haereditarii Austriae imperatoris. H. n., (1804.)
- Commentatio de titulo haereditarii Austriae imperatoris a nobili hungaro anno 1804 concinnata, nunc edita ex authographo quod in musei hungarici bibliotheca regnicolari existit. Pestini, 1810.
- Eucharisticon quod occasione suscepti canonicatus honoris in ecclesia cathedrali a. dioecesis Csanadiensis habuit die 22. sept. 1811. Temesvarini.
- Dictio ad ill. ac rev. dnum Josephum Lonovics, episcopum Csanadiensem, dum regimen almae suae dioecesis ritu solenni capesseret. Nomini cleri curam animarum exercentis habita Temesvarini die 24. sept. anno 1834.
- Fasciculus sententiarum e classicis, aliisque auctoribus excerptarum. Viennae, 1862.